# Cteipolia
Cteipolia is een geslacht van vlinders van de familie Uilen (Noctuidae), uit de onderfamilie Cuculliinae.

## Soorten
- C. aerophila Hampson, 1905
- C. honeyi Ronkay & Zilli
- C. isotima Püngeler, 1914
- C. lithophila Kapur, 1962
- C. sacelli Staudinger, 1896